# شبه‌جزیره بورارد

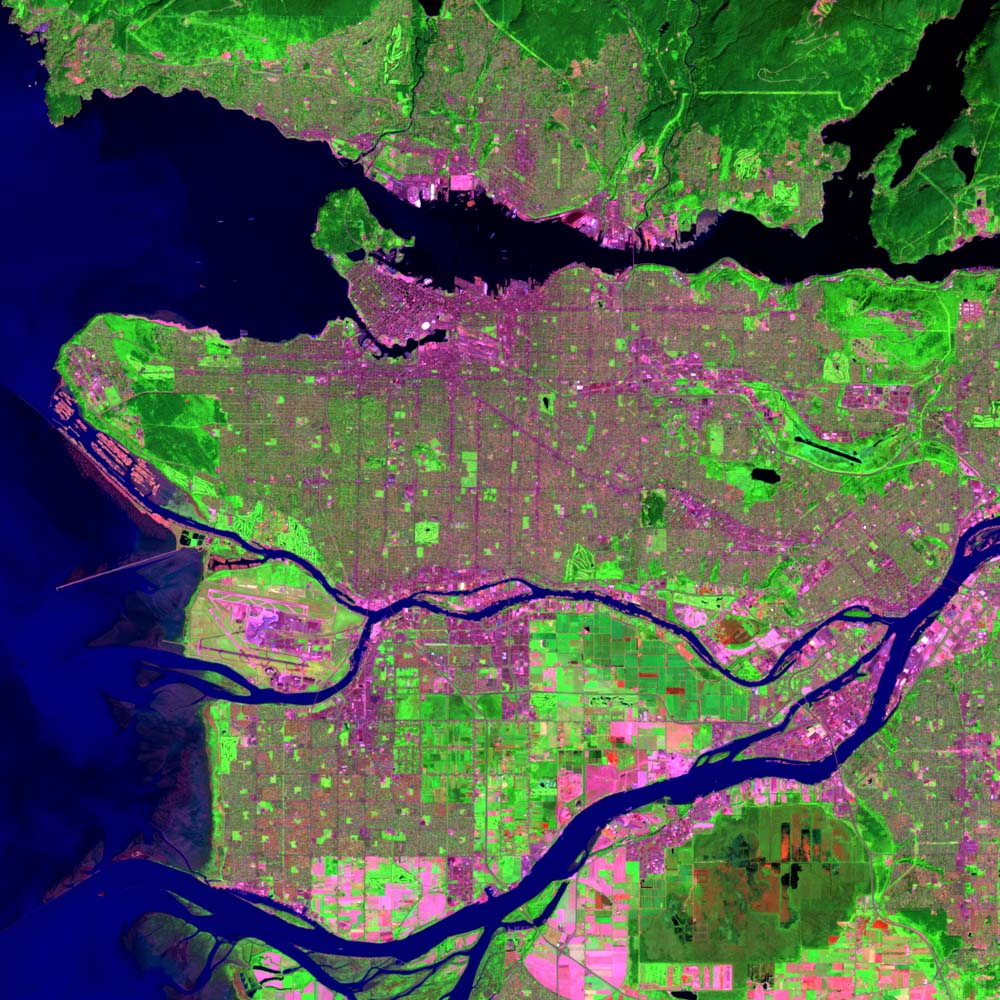
عکس ماهواره ای از منطقه ونکوور، با بخش‌های غربی و مرکزی (ونکوور، برنابی، و نیو وست مینستر) شبه جزیره بورارد قابل مشاهده است.

شبه‌جزیره بورارد (الگو:Lang-squ) شبه‌جزیره در منطقهلوئر مین‌لند در بریتیش کلمبیا، کانادا، محدود شده توسط ورودی خلیجک بورارد به شمال، تنگه جورجیا در غرب، بازوی شمالی رود فریزر در جنوب، و رود پیت و جزیره داگلاس در شرق. شهر ونکوور تقریباً تمام نیمه غربی شبه جزیره را اشغال می‌کند و شهرهای برنابی و نیو وست مینستر بیش از نیمی از نیمه شرقی را اشغال می‌کنند. در انتهای شمال شرقی آن، شبه جزیره از طریق یک تنگه کوچک در مرکز شهرهای سه‌گانه (بریتیش کلمبیا به کوه ایگل و کوه برک کوه‌های ساحلی متصل می‌شود.